# ¿Quién mató al Bebe Uriarte?
¿Quién mató al Bebe Uriarte? fue una serie de televisión policial argentina emitida por la TV Pública. La serie gira en torno a una investigación sobre un misterioso asesinato de uno de los dueños de la noche de la provincia de Sante Fe. Estuvo protagonizada por Adrián Navarro, Miguel Ángel Solá, Federico Luppi y Leonora Balcarce. Fue estrenada el martes 11 de marzo de 2014.

## Sinopsis
La serie sigue la investigación del asesinato de Esteban "Bebe" Uriarte (Miguel Ángel Solá), el dueño del club nocturno X-Ray y conocido en la ciudad como el "rey de la noche", quién aparece misteriosamente muerto en la laguna de Setúbal. A partir de esto, el fotógrafo Juan Moya (Adrián Navarro) comienza a involucrarse en la causa, lo cual lo llevará a desentramar quién fue el asesino, donde se encuentran implicados muchos intereses ocultos.

## Elenco

### Principal
- Adrián Navarro como Juan "Juancho" Moya
- Miguel Ángel Solá como Esteban "Bebe" Uriarte
- Federico Luppi como Rodolfo Kessler
- Leonora Balcarce como Carlota Kessler

### Secundario
- Juan Palomino como Palomares
- Alberto Benegas como Papá de Juan
- Victoria Onetto como Isabel Nikopolidis
- Martina Bompard como Jennifer Vergara
- Raúl Kreig como Hombre que silba
- Julio Di Santi como Comisario Quiroz
- Adrián Airala como Sergio "Pipo" Zabala
- Querelle Delage como Gloria
- Rubén Von Der Thusen como Pablo Cerdán
- Fabian Fiori como Luis Segovia
- Alejandro Zilli como Dylan
- Valentín Panigutti como Brian Vergara
- María Eugenia Bianchi como Tía de Jennifer

### Participaciones
- Carolina Diez como Laura
- Magdalena Francia como Daniela
- Daniela Cometto como Gabriela "Gabi"
- Sergio Stillo como "Gallego" Pignotti
- Sergio Cangiano como Luis "Goma" Vázquez
- Héctor Baumann como Juez Barcala
- Guillermo Frick como Dr. Hojman
- Guillermo Thiel como Olivares
- Roberto Trucco como Ortiz
- Pedro Weimer como Leandro
- Lorenzo Carreras como El cadete

## Episodios
| N.º | Título        | Dirigido por                                             | Escrito por                           | Fecha de emisión original | Audiencia (millones) |
| --- | ------------- | -------------------------------------------------------- | ------------------------------------- | ------------------------- | -------------------- |
| 1   | «Episodio 1»  | Gastón del Porto, Juan Pablo Arroyo y Alejandro Carreras | Marcelo Figueras y Martiniano Cardoso | 11 de marzo de 2014       | 1,1                  |
| 2   | «Episodio 2»  | Gastón del Porto, Juan Pablo Arroyo y Alejandro Carreras | Marcelo Figueras y Martiniano Cardoso | 18 de marzo de 2014       | 0,9                  |
| 3   | «Episodio 3»  | Gastón del Porto, Juan Pablo Arroyo y Alejandro Carreras | Marcelo Figueras y Martiniano Cardoso | 25 de marzo de 2014       | —                    |
| 4   | «Episodio 4»  | Gastón del Porto, Juan Pablo Arroyo y Alejandro Carreras | Marcelo Figueras y Martiniano Cardoso | 8 de abril de 2014        | 1,0                  |
| 5   | «Episodio 5»  | Gastón del Porto, Juan Pablo Arroyo y Alejandro Carreras | Marcelo Figueras y Martiniano Cardoso | 15 de abril de 2014       | 0,9                  |
| 6   | «Episodio 6»  | Gastón del Porto, Juan Pablo Arroyo y Alejandro Carreras | Marcelo Figueras y Martiniano Cardoso | 22 de abril de 2014       | 1,0                  |
| 7   | «Episodio 7»  | Gastón del Porto, Juan Pablo Arroyo y Alejandro Carreras | Marcelo Figueras y Martiniano Cardoso | 29 de abril de 2014       | 0,8                  |
| 8   | «Episodio 8»  | Gastón del Porto, Juan Pablo Arroyo y Alejandro Carreras | Marcelo Figueras y Martiniano Cardoso | 6 de mayo de 2014         | 1,0                  |
| 9   | «Episodio 9»  | Gastón del Porto, Juan Pablo Arroyo y Alejandro Carreras | Marcelo Figueras y Martiniano Cardoso | 13 de mayo de 2014        | 1,0                  |
| 10  | «Episodio 10» | Gastón del Porto, Juan Pablo Arroyo y Alejandro Carreras | Marcelo Figueras y Martiniano Cardoso | 20 de mayo de 2014        | 0,8                  |
| 11  | «Episodio 11» | Gastón del Porto, Juan Pablo Arroyo y Alejandro Carreras | Marcelo Figueras y Martiniano Cardoso | 27 de mayo de 2014        | 0,4                  |
| 12  | «Episodio 12» | Gastón del Porto, Juan Pablo Arroyo y Alejandro Carreras | Marcelo Figueras y Martiniano Cardoso | 3 de junio de 2014        | 0,4                  |
| 13  | «Episodio 13» | Gastón del Porto, Juan Pablo Arroyo y Alejandro Carreras | Marcelo Figueras y Martiniano Cardoso | 9 de junio de 2014        | 1,0                  |

## Recepción

### Comentarios de la crítica
En una reseña para el diario La Nación, Marcelo Stiletano elogió las actuaciones de Solá y Navarro, diciendo que eran impecables y sólidas, sin embargo, comentó que el desarrollo de la trama es «bastante impreciso», que es «confuso el hilván entre el presente y las escenas del pasado», que hay «escasa solidez en la pintura de los personajes» y concluyó que la serie «pueda hallar un tono más propicio y menos errático». Por su parte, el periódico Clarín destacó la interpretación de Solá, manifestando que «tiene la máscara apropiada para ese hombre de aspecto impecable, modales perfectos y demasiados secretos que es, o que fue, el "Bebe" Uriarte» y que «la producción maneja con eficiencia el contraste de climas».

### Premios y nominaciones
| Lista de premios y nominaciones | Lista de premios y nominaciones         | Lista de premios y nominaciones               | Lista de premios y nominaciones     | Lista de premios y nominaciones | Lista de premios y nominaciones | Lista de premios y nominaciones |
| Año                             | Organización                            | Categoría                                     | Nominado/a (s)                      | Resultado                       | Ref(s)                          |                                 |
| ------------------------------- | --------------------------------------- | --------------------------------------------- | ----------------------------------- | ------------------------------- | ------------------------------- | ------------------------------- |
| 2014                            | Premios Nuevas Miradas en la Televisión | Mejor Serie                                   | ¿Quién mató al Bebe Uriarte?        | Nominado                        | [ 19 ]                          |                                 |
| 2014                            | Premios Nuevas Miradas en la Televisión | Mejor Producción                              | Ariel Piluso                        | Nominado                        | [ 19 ]                          |                                 |
| 2014                            | Premios Nuevas Miradas en la Televisión | Mejor Actor                                   | Adrián Navarro                      | Nominado                        | [ 19 ]                          |                                 |
| 2014                            | Premios Nuevas Miradas en la Televisión | Mejor Diseño de Imagen                        | Mauricio Riccio y Baltasar Albrecht | Nominado                        | [ 19 ]                          |                                 |
| 2014                            | Premios Martín Fierro Federal           | Mejor Ficción                                 | ¿Quién mató al Bebe Uriarte?        | Ganador                         | [ 20 ]                          |                                 |
| 2014                            | Premios AFSCA                           | Mejor Producción Audiovisual - Zona Provincia | ¿Quién mató al Bebe Uriarte?        | Ganador                         | [ 21 ]                          |                                 |
| 2015                            | Premios Martín Fierro                   | Mejor Actor de Unitario y/o Miniserie         | Miguel Ángel Solá                   | Nominado                        | [ 22 ]                          |                                 |